# Пекилянка
 Пекилянка  — поселок в Большечерниговском районе Самарской области в составе сельского поселения Августовка. 

## География
Находится на расстоянии примерно 18 километров по прямой на северо-запад от районного центра села Большая Черниговка.

## История
Поселок основан в 1898 году переселенцами из Константиноградского уезда Полтавской губернии. Название связано с Старое Пекельное, родным селом большинства переселенцев.

## Население
Постоянное население составляло 451 человек в 2002 году (русские 79%) ,  389 в 2010 году.